# Михаил Строгов, курьер царя
«Михаил Строгов, курьер царя» (нем. Der Kurier des Zaren; итал. Michele Strogoff, corriere dello zar; фр. Michel Strogoff) — совместный франко-итало-немецкий приключенческий художественный фильм режиссёра Эрипрандо Висконти, снятый в 1970 году по мотивам романа «Михаил Строгов» Жюля Верна.

## Сюжет
Михаил Петрович Строгов — курьер на службе у русского царя . Когда татарский хан Феофар, могущественный азиатский правитель, поднимает восстание на востоке Сибири, Строгов по поручению царя отправляется в Иркутск. Задача Строгова — предупредить губернатора Иркутска, родного брата царя, о готовящемся против него заговоре и государственной измене Ивана Огарёва. По пути он встречает Надежду Васильевну (Надю) Фёдорову, Гарри Блоунта — репортёра английской газеты — и журналиста французской газеты Алсида Жоливе. Блоунт и Жоливе едут почти той же дорогой, что и Михаил, постоянно разъезжаясь и встречаясь по пути. Вскоре Михаил и Надя попадают в плен к возглавляемому Иваном Огарёвым отряду татар. Их обвиняют в шпионаже. По приговору хана Феофара Михаила в соответствии с татарскими законами ослепляют, проведя ему по глазам раскалённой саблей (благодаря счастливой случайности зрение у Михаила всё же сохранилось). Вскоре Наде и Михаилу удаётся бежать, и они с помощью одного из сибирских крестьян добираются до Иркутска, где успевают предупредить губернатора. Российские войска наносят поражение Феофар-хану. Михаил в схватке убивает предателя Ивана Огарёва. В заключении Михаил и Надя женятся.

## В ролях
- Джон Филлип Лоу — Михаил Строгов
- Мимзи Фармер — Надежда Васильевна (Надя) Фёдорова
- Хирам Келлер — Иван Огарёв, бывший русский офицер
- Кристиан Марен — Гарри Блоунт, репортёр
- Делия Боккардо — Сангерра, любовница Ивана Огарёва
- Элизабет Бергнер — Марфа Строгова, мать Михаила
- Курт Мейзель — Феофар-хан
- Клаудио Гора — Генерал Дубельт
- Донато Кастелланета — Альсид Жоливе
- Жак Мори — Александр Шелепин

Фильм был снят за 59 дней с 9 февраля по 15 июля 1970 года в Болгарии и Италии. Премьера состоялась 26 или 28 октября 1970 года в Риме, в Германии — 25 февраля 1971 года.